# Christophe Larrieu
 (mai 2024).
Si vous disposez d'ouvrages ou d'articles de référence ou si vous connaissez des sites web de qualité traitant du thème abordé ici, merci de compléter l'article en donnant les références utiles à sa vérifiabilité et en les liant à la section « Notes et références ».
Pour les articles homonymes, voir Larrieu.
Christophe Larrieu est un pianiste et chef d'orchestre français.
Il obtient trois Premiers Prix du CNSM de Paris (piano, accompagnement et direction de chant), tout en étudiant la direction d’orchestre. Chef de chant au CNSM de Lyon, il accompagne aussi chanteurs et instrumentistes, tel le violoniste Tedi Papavrami, dans de nombreux concerts et festivals en France comme à l’étranger. Musicien éclectique, ses arrangements symphoniques sur des chansons de Claude Nougaro et Jacques Brel ont été interprétés par l’orchestre national du Capitole sous la direction de Tugan Sokhiev (Festival de Carcassonne) ainsi que par l’Orchestre national de Belgique et l’Orchestre symphonique de Mulhouse dirigés par Patrick Davin .
Assistant-chef d’orchestre au Théâtre du Capitole depuis 1997, il collabore régulièrement avec des chefs de renommée internationale. Il y a dirigé des représentations de La Mascotte, La Fille de madame Angot, Les Mousquetaires au couvent, La Périchole, L’Auberge du Cheval-Blanc,  et des ouvrages pour enfants Le Petit Ramoneur, L’Arche de Noé et Der Jasager (Kurt Weill), ainsi que Brundibár (Hans Krása). En février 2013, il dirige son premier opéra, L’Enfant et les Sortilèges, donné sur la scène du Capitole par les solistes et l’Orchestre du CRR de Toulouse. Il accompagne de nombreux artistes lyriques à l’occasion des récitals des Midis du Capitole, et s’est produit avec les ténors Topi Lehtipuu et Lawrence Brownlee pour des concerts au Canada et au Grand Théâtre de Genève. Il est également pianiste du Concours International de Chant de Marmande de 2009 à 2018.   